# Der Mann vom anderen Stern
Der Mann vom anderen Stern (Originaltitel: Starman) ist eine US-amerikanische Science-Fiction-Fernsehserie, die zwischen 1986 und 1987 von ABC produziert wurde.
Die Serie, von der nur die ersten 20 Teile ins Deutsche synchronisiert wurden, basiert auf John Carpenters Kinofilm Starman mit Jeff Bridges und Karen Allen aus dem Jahr 1984. Ausführender Produzent war sowohl beim Kinofilm als auch bei der Fernsehserie der Schauspieler Michael Douglas.

## Handlung
Die Serie spielt 15 Jahre nach dem Film und handelt von der Rückkehr des Außerirdischen im Körper eines zuvor bei einem Hubschrauber-Absturz getöteten Fotojournalisten namens Paul Edward Forrester. Dieser möchte seinem Sohn Scott, den er beim ersten „Besuch“ zeugte, helfen, seine verschollene Mutter Jenny Hayden zu finden.
Jede Folge handelt davon, wie Vater und Sohn von Ort zu Ort ziehen, um Scotts Mutter zu finden; dabei sind sie immer auf der Flucht vor der Regierung in Verkörperung durch die FSA-Agenten George Fox und Wylie. Auf ihrer Suche treffen sie oft auf hilfebedürftige Menschen und Scott versucht seinem außerirdischen Vater zu erklären, was es bedeutet ein Mensch zu sein.
Verbunden sind beide durch eine kleine silberne Kugel außerirdischen Ursprungs mit einem Durchmesser von etwa drei bis vier Zentimetern. Diese ermöglicht es beiden zu kommunizieren und Gedanken zu projizieren, und sie hat eingeschränkte telekinetische Eigenschaften. Der Außerirdische bringt seinem Sohn Scott im Verlauf der Serie bei, wie er die Kugel durch Fokussierung seiner Gedanken nutzen kann; so erzeugt dieser in der Folge Blue Lights mithilfe seiner Gedanken und der Kugel einen rotierenden Ring blauer Lichter.
Forrester und  Scott versuchen Agent Fox, dem UFO-Ermittler der Regierung, immer einen Schritt voraus zu sein. Dieser sieht in beiden eine Gefahr für die Menschheit und toleriert es nicht, dass sie sich frei in der Gesellschaft bewegen. Das kommt gut zum Ausdruck, als Forrester Fox bei einer Gefangennahme vermitteln will, dass in den Kindern die Zukunft der Welt liegt. Fox reagiert daraufhin feindselig und äußert, dass Scott eine Art Mutant und somit inakzeptabel sei. Forrester empfindet dennoch keinen Hass gegenüber Fox und rettet ihm sogar nach einer lebensgefährlichen Verletzung das Leben, bevor er und Scott der Gefangenschaft entkommen können.
In einer Doppelfolge (Starscape) finden die beiden schließlich Scotts Mutter Jenny Hayden in Arizona, wo diese als Künstlerin unter dem Namen Karen Iseley lebt. Nach dieser Doppelfolge wurde noch eine weitere Episode ausgestrahlt (The Test), die als sog. „Cliffhanger“-Folge versuchte, den Weg für die zweite Staffel der Serie zu bereiten. Allerdings wurde die Serie aufgrund einer zu geringen Zuschauerquote eingestellt.

## Hintergrund
Die Serie ist konzeptionell mit Serien wie Auf der Flucht, Der unglaubliche Hulk oder Pretender vergleichbar. In allen Serien werden die Protagonisten verfolgt oder gejagt und wechseln von Folge zu Folge ihren Aufenthaltsort. Dabei helfen sie anderen Menschen in Notlagen und selbst ihren Verfolgern in Ausnahmesituationen; beispielsweise rettet Dr. Kimble in der Serie Auf der Flucht seinem Verfolger Lt. Gerard mehrfach das Leben – wie es auch Forrester bei seinem Peiniger Fox tat. Im Mittelpunkt der Familienserie stehen die Menschlichkeit sowie Nächstenliebe und es werden die negativen Seiten von Vorverurteilung und Verfolgung thematisiert.
Die beiden ehemaligen Hauptdarsteller, Robert Hays und Christopher Daniel Barnes, arbeiteten nach dem Ende der Fernsehserie als Sprecher in zwei bekannten Zeichentrickserien von Marvel Comics zusammen: Hays verlieh dem „Superhelden“ Iron Man die Stimme und Barnes Spider-Man.
Die Serie wurde 1987 zweimal für den Young Artist Award nominiert. Sie erhielt eine Nominierung in der Kategorie „Best Family Television Drama“ und Christopher Daniel Barnes erhielt eine Nominierung in der Kategorie „Best Young Actor Starring in a Television Drama Series“ (Bester Jungschauspieler in einer Fernsehserie).

## DVD-Veröffentlichung
Der Mann vom anderen Stern wurde am 16. April 2012 auf DVD (Region 1) veröffentlicht.